# وايت تراش

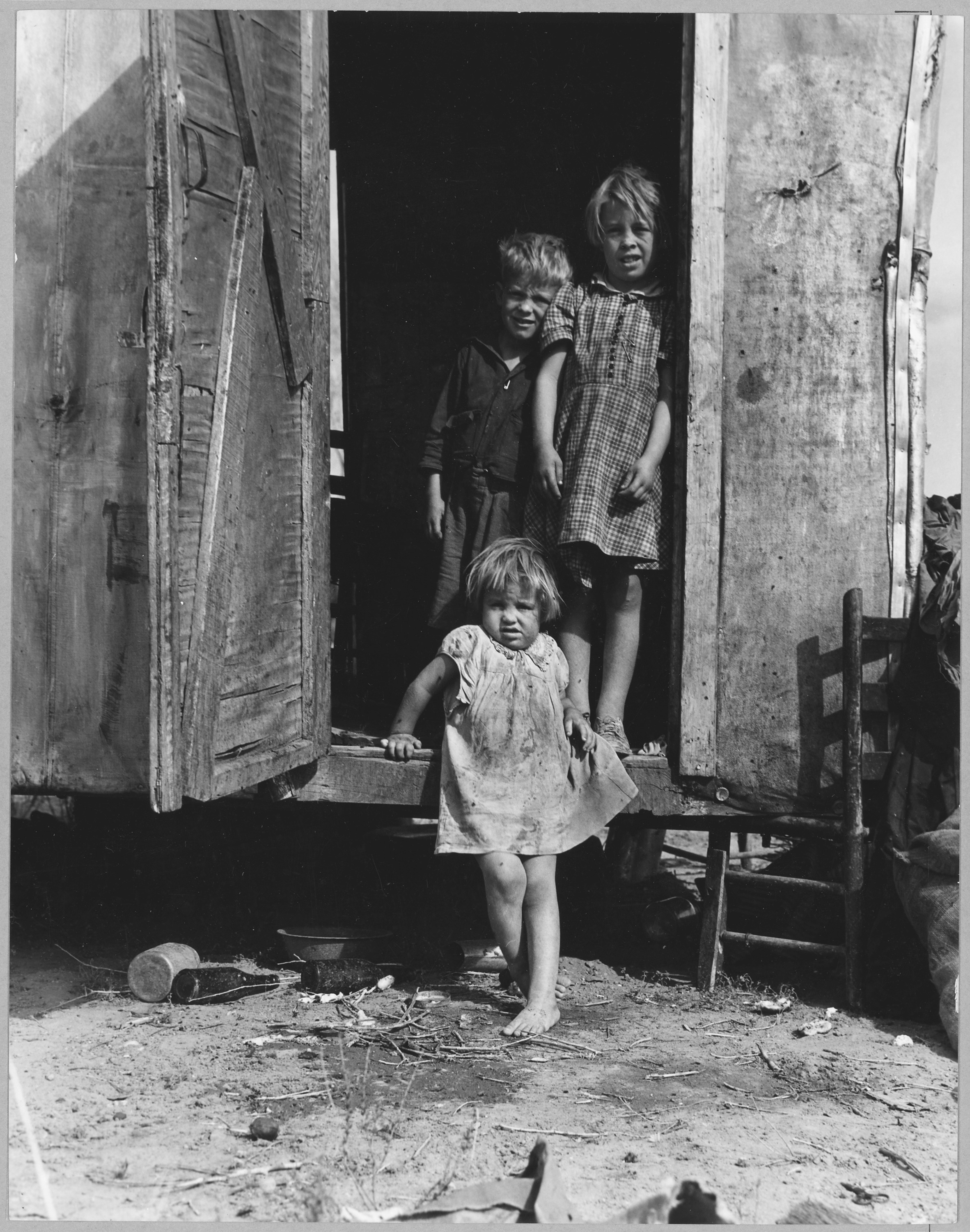
أطفال من جامعو القطن (فئة غالبًا ما تصنف بوايت تراش) في ولاية تكساس عام 1940.

وايت تراش (بالإنجليزية: White trash)‏ وترجمته الحرفية تعني القمامة البيضاء هو مصطلح في الإنجليزية الأمريكية يشير إلى البيض الفقراء في الولايات المتحدة وأيضًا يشير إلى مناطق الريفية التي تعيش تحت خط الفقر في أمريكا. المصطلح يوحي بمجتمع منبوذ يعيش على نظام الإعانة الاجتماعية.